# Eleição para governador do Alasca em 1982
A eleição para governador do estado americano do Alasca em 1982 foi realizada em 2 de novembro de 1982 e elegeu o governador do Alasca. As primárias foram realizadas em 25 de agosto de 1982.
As primárias dos partidos democrata e republicano foram realizadas juntas. Tom Fink ficou em primeiro lugar com 30% dos votos, o republicano Terry Miller em segundo com 26%, Bill Sheffield em terceiro com 16% e Steve Cowper com 16%. 40% dos votos foram para os democratas, e 60% para os republicanos.
Na eleição geral Bill Sheffield	venceu com 46,1%, Tom Fink com 37%, o libertário Richard L. Randolph com 14,9% e o independente Joe Vogler com 1,6%.